# Bárbara Dührkop
Bárbara Dührkop Dührkop, née le 27 juillet 1945 à Hanovre, est une universitaire et femme politique espagnole.
Membre du Parti socialiste ouvrier espagnol (PSOE), elle est députée européenne de 1987 à 2009. Elle y est un temps vice-présidente du groupe socialiste.

## Carrière
Bárbara Dührkop grandit en Suède. Elle est diplômée en sciences humaines à l'université d'Uppsala en 1971. En 1973 elle est professeur de langue à Hambourg. De 1974 à 1978 elle est vice-présidente de l'Université Friedrich-Alexander d'Erlangen-Nuremberg. En 1978 elle s'installe à San Sebastián en Espagne et devient professeur de langue à l'institut Usandizaga et à l'École allemande. 
Elle s'investit en politique, au sein du Parti socialiste du Pays basque. Son mari Enrique Casas (es) est assassiné par les Comandos Autónomos Anticapitalistas (es) (CAA) en 1984. En 1987 elle est élue au Parlement européen. En 1989-1994 elle est coordinatrice à la Commission de la culture et de l'éducation, et de 1994 à 1999 est vice-présidente de la Commission des budgets.
En 1999 elle intègre le comité exécutif du Parti socialiste du Pays basque.
En 1995 elle est lauréate du prix Mujer Progresista. Elle est également distinguée par la Grand-Croix de l'Ordre du Mérite civil de la République d'Autriche.